# Chérif Bellamine
Pour les articles homonymes, voir Belamine.
Chérif Bellamine (arabe : شريف بالامين), né le 5 septembre 1940 à Tunis et mort le 24 octobre 2011, est un homme d'affaires actif dans le secteur agricole et une personnalité du football national tunisien.

## Biographie
Né dans le quartier tunisois de Ras Eddarb près de Bab Menara, son père Abdelhamid Bellamine figure parmi les fondateurs du Club africain et travaille en tant que magistrat. Chérif Bellamine occupe plusieurs postes au sein de l'Union tunisienne de l'agriculture et de la pêche, notamment au sein de la commission permanente pour la coordination de la formation professionnelle supervisé par le ministère de l'Emploi.
Dès les années 1960, Bellamine appartient aux bureaux du Club africain avant de prendre sa tête à quatre reprises : en 1992-1993, 1997-2000, 2002-2006 et en 2010. Sous sa présidence, le club remporte la coupe de Tunisie, la Ligue des champions arabes et la coupe nord-africaine des clubs champions.
En octobre 2010, un mois après avoir pris la tête du club, il subit une opération avec succès ; la présidence est alors temporairement attribuée à son adjoint, Mounir Balti. Cependant, après la défaite de l'équipe de football en janvier 2011, contre l'Espérance sportive de Zarzis au stade olympique d'El Menzah, il présente sa démission avec l'ensemble du bureau directeur.
Chérif Bellamine meurt dans la soirée du 24 octobre 2011. En juillet 2012, la salle Gorjani est rebaptisée à sa mémoire.

## Distinctions
- Commandeur de l'Ordre national du Mérite (Tunisie)[6].